# George Vickers
George Vickers (ur. 19 listopada 1801 w Chestertown, Maryland, zm. 8 października 1879 w Chestertown, Maryland) – amerykański polityk związany z Partią Demokratyczną.
W latach 1868–1873 był przedstawicielem stanu Maryland w Senacie Stanów Zjednoczonych.